# Groupe République et liberté
Ne doit pas être confondu avec Groupe Libertés, indépendants, outre-mer et territoires ou Groupe Les Indépendants – République et territoires.
Le groupe République et liberté est un groupe parlementaire français qui a rassemblé, de 1993 à 1997, plusieurs députés de gauche, de centre et de droite membres de petites formations ou non-inscrits. Présidé par Jean Royer, il était d'une certaine façon l'équivalent du groupe RDSE au Sénat et comptait de nombreuses personnalités du Mouvement des radicaux de gauche, du Mouvement des citoyens et du Mouvement des réformateurs.

## Objectifs politiques
Dans la déclaration politique du groupe remise à la présidence de l'Assemblée nationale le 29 avril 1993, il est mentionné que « la liberté de conscience, la liberté de la pensée et de son expression sont l'apanage de la République. Elles sont inséparables de la dignité du citoyen et leur défense est le premier devoir du parlementaire. Pour le respect de ces libertés fondamentales dans le cadre de l'Assemblée nationale, se regroupent les députés agissant sous leur responsabilité personnelle et n'acceptant d'autres directives que celles de leur conscience. En conséquence et pour l'exercice de leur mandat, les soussignés déclarent s'associer à la constitution du groupe République et liberté. »

## Composition
Lors de sa création le 29 avril 1993, le groupe République et liberté comportait 23 membres.
Le 29 mars 1994, Jean-Pierre Chevènement, Jean-Pierre Michel et Georges Sarre, députés MDC, quittent le groupe socialiste et rejoignent le groupe République et liberté. Thérèse Aillaud, Alain Madalle et Philippe Martin rejoignent le groupe RPR tandis qu'Édouard Chammougon est déchu de plein droit par décision du Conseil constitutionnel du 3 novembre 1994.
| Circonscription       | Circonscription | Nom                     | Parti | Parti    | Remarques                                                                        |
| --------------------- | --------------- | ----------------------- | ----- | -------- | -------------------------------------------------------------------------------- |
| Aude                  | 2e              | Alain Madalle           |       | DVD      | Rejoint le groupe RPR en 1994.                                                   |
| Bouches-du-Rhône      | 10e             | Bernard Tapie           |       | MRG      | Démis de son mandat par le Conseil constitutionnel à compter du 24 juillet 1996. |
| Bouches-du-Rhône      | 16e             | Thérèse Aillaud         |       | DVD      | Rejoint le groupe RPR en 1994.                                                   |
| Haute-Corse           | 1re             | Émile Zuccarelli        |       | MRG      |                                                                                  |
| Gard                  | 3e              | Gilbert Baumet          |       | MDR      |                                                                                  |
| Hérault               | 4e              | Gérard Saumade          |       | PS diss. |                                                                                  |
| Indre-et-Loire        | 1re             | Jean Royer              |       | DVD      | Président du groupe.                                                             |
| Lot                   | 1re             | Bernard Charles         |       | MRG      |                                                                                  |
| Marne                 | 6e              | Philippe Martin         |       | DVD      | Rejoint le groupe RPR en 1994.                                                   |
| Morbihan              | 6e              | Jacques Le Nay          |       | DVD      |                                                                                  |
| Moselle               | 4e              | Aloyse Warhouver        |       | SE       |                                                                                  |
| Nord                  | 12e             | Régis Fauchoit          |       | PS diss. |                                                                                  |
| Nord                  | 21e             | Jean-Louis Borloo       |       | DVD      |                                                                                  |
| Orne                  | 2e              | Jean-Claude Lenoir      |       | DVD      |                                                                                  |
| Pas-de-Calais         | 14e             | Jean Urbaniak           |       | DVC      |                                                                                  |
| Bas-Rhin              | 3e              | Alfred Muller           |       | MDA      |                                                                                  |
| Bas-Rhin              | 6e              | Alain Ferry             |       | MDR      |                                                                                  |
| Haute-Saône           | 2e              | Jean-Pierre Michel      |       | MDC      | Quitte le groupe socialiste le 29 mars 1994.                                     |
| Sarthe                | 5e              | Pierre Gascher          |       | RPR      |                                                                                  |
| Paris                 | 6e              | Georges Sarre           |       | MDC      | Quitte le groupe socialiste le 29 mars 1994.                                     |
| Yonne                 | 1re             | Jean-Pierre Soisson     |       | MDR      |                                                                                  |
| Territoire de Belfort | 2e              | Jean-Pierre Chevènement |       | MDC      | Quitte le groupe socialiste le 29 mars 1994.                                     |
| La Réunion            | 2e              | Paul Vergès             |       | PCR      | Élu au Sénat le 15 avril 1996.                                                   |
| La Réunion            | 2e              | Claude Hoarau           |       | PCR      | Remplace Paul Vergès le 15 septembre 1996.                                       |
| La Réunion            | 3e              | André Thien Ah Koon     |       | DVD      |                                                                                  |
| Guadeloupe            | 3e              | Édouard Chammougon      |       | DVD      | Démis de son mandat par le Conseil constitutionnel le 3 novembre 1994.           |
| Guyane                | 1re             | Christiane Taubira      |       | Walwari  |                                                                                  |

## Après la dissolution du groupe
Le groupe n'est pas reconduit en 1997 et la plupart des députés radicaux de gauche et du Mouvement des citoyens forment alors le groupe radical, citoyen et vert (RCV).
Élu sénateur en 2008, Jean-Pierre Chevènement siège au groupe RDSE aux côtés de radicaux de gauche et valoisiens. Au cours de la XIIe législature, Jean-Louis Borloo et Alain Ferry ont rejoint le Parti radical valoisien.
Lors de la XVe législature est créé le groupe Libertés et territoires, que Laurent de Boissieu compare au groupe République et liberté.

## Sources
- Journal officiel de la République française
- Liste alphabétique des députés de la Xe législature
- Modifications à la composition de l'Assemblée nationale